# Manuel Kerhe
Manuel Kerhe (* 3. Juni 1987 in Sankt Veit an der Glan) ist ein ehemaliger österreichischer Fußballspieler und nunmehriger -trainer.

## Karriere

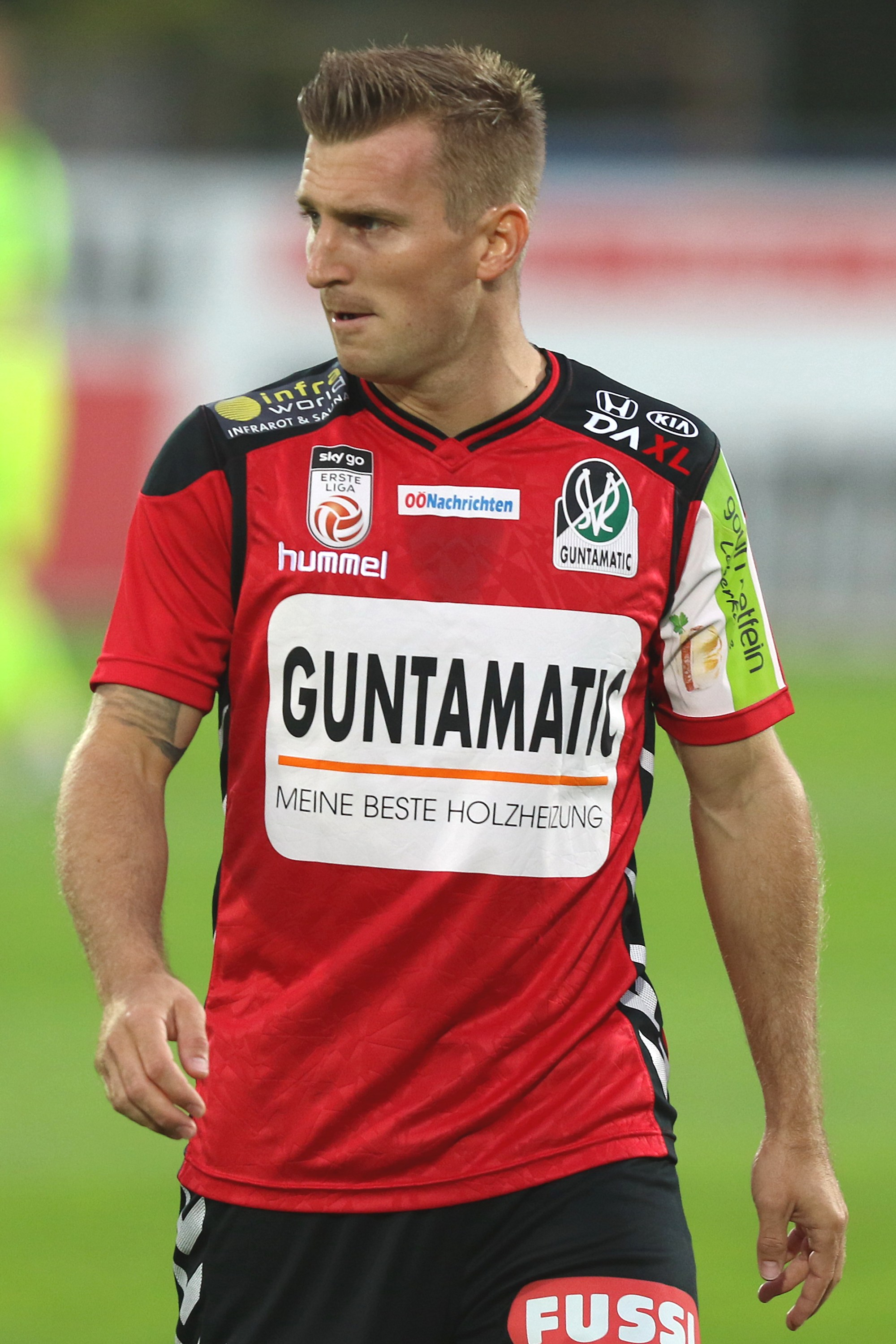
Manuel Kerhe im Trikot der SV Ried (2017)

Kerhe begann seine Karriere beim SK Treibach in Kärnten, von wo er 2007 zum SV Bad Aussee wechselte. Sein Debüt in der zweithöchsten österreichischen Spielklasse gab der rechte Mittelfeldspieler am 24. August 2007 unter Trainer Heinz Thonhofer gegen den SC Schwanenstadt. Beim 3:2-Erfolg in der bet-at-home.com Arena in Schwanenstadt erzielte er das zwischenzeitliche 2:2 beim 3:2-Auswärtserfolg. Kerhe spielte durch. Insgesamt kam er auf 21 weitere Einsätze, konnte aber kein weiteres Ligator erzielen.
Anfang der Saison 2008/09 wechselte er zum SV Grödig, wo er 28 Zweitligaspiele absolvierte. Daraufhin stieg er eine Stufe tiefer und ging in die Regionalliga Mitte zum Wolfsberger AC, der zu dieser Zeit in einer Kooperation mit dem SK St. Andrä als WAC/St. Andrä in Erscheinung trat. Dort schaffte er 2009/10 den Aufstieg in die zweithöchste Spielklasse, welcher 2011/12 mit dem Aufstieg in die Bundesliga wiederholt wurde.
Sein Debüt in der höchsten österreichischen Spielklasse gab Kerhe am 25. Juli 2012 unter Trainer Nenad Bjelica gegen den FK Austria Wien, wo er bei der 0:1-Niederlage durchspielte. In der Sommer-Übertrittszeit 2015 wechselte Kerhe vom WAC in die oberösterreichische Hauptstadt Linz zum dort beheimateten LASK Linz.
Nach dem Aufstieg in die Bundesliga wechselte er zur Saison 2017/18 zum Zweitligisten SV Ried, bei dem er einen bis Juni 2019 gültigen Vertrag erhielt. Mit Ried stieg er 2020 in die Bundesliga auf. In vier Spielzeiten in Ried kam er zu 101 Bundes- und Zweitligaeinsätzen. Zur Saison 2021/22 wurde er spielender Co-Trainer bei den drittklassigen Amateuren der Rieder. Diese Funktion hatte Kerhe, der bereits davor Individualtrainer im Nachwuchsbereich der Rieder gewesen war, bis zur Winterpause 2021/22 inne.
Im Anschluss wechselte der gebürtige Kärntner, der seit August 2019 im Besitz der ÖFB-D-Lizenz sowie seit Ende Oktober 2021 im Besitz der UEFA-C-Lizenz ist, zurück in die Heimat und schloss sich als Spieler dem SK Maria Saal in der Kärntner Liga an. Für diesen kam er in der restlichen Saison noch auf 15 Meisterschaftsspiele, in denen er zwei Treffer beisteuerte und beendete die Saison mit der Mannschaft auf Rang 13. In der nachfolgenden Spielzeit kam er über die gesamte Saison verteilt zu 17 Ligaauftritten und sieben erzielten Ligatoren. Als 15. stieg die Mannschaft am Saisonende in die Fünftklassigkeit ab; Kerhe ging diesen Schritt jedoch nicht mehr und beendete seine Karriere als Aktiver. Kurzzeitig war er im Frühjahr 2023 auch als Co-Trainer der Kampfmannschaft in Erscheinung getreten.
Seit Sommer 2023 ist er Trainer der zweiten Mannschaft des SK Treibach mit Spielbetrieb in der sechstklassigen 1. Klasse C und tritt als Teambetreuer in Erscheinung. Im April 2024 erhielt er die UEFA-B-Lizenz.

## Erfolge
- Aufstieg in die Erste Liga: 2010
- Aufstieg in die Bundesliga: 2012, 2017, 2020

## Privates
Sein jüngerer Bruder Alexander (* 2002) ist ebenfalls als Fußballspieler aktiv, stammt ebenfalls aus dem Nachwuchsbereich des SK Treibach, für den er später auch im Erwachsenenbereich debütierte.